# Mancinus
Mancinus is een cognomen, dat betekent "van een kreupele", en eigen aan een tak van de gens Hostilia en de gens Manlia.
Bekende dragers van dit cognomen zijn:
- Lucius Hostilius Mancinus, een officier in het leger van de dictator Quintus Fabius Maximus Verrucosus in 217 v.Chr.[1]
- Lucius Hostilius L. f. Mancinus, vader van de consul van 145 v.Chr.
- Aulus Hostilius L. f. A. n. Mancinus, consul in 170 v.Chr., tijdens de oorlog tegen Perseus van Macedonië;
- Lucius Hostilius L. f. L. n. Mancinus, vlootaanvoerder tijdens de Derde Punische Oorlog en consul in 145 v.Chr.
- Gaius Hostilius A. f. L. n. Mancinus, consul in 137 v.Chr.;
- Titus Manlius Mancinus, tribunus plebis die in 107 v.Chr. het voorstel deed om aan Gaius Marius het bevel over de oorlog tegen Jugurtha over te dragen;[2]
- Aulus Hostilius Mancinus, aedilis curulis in een onbekend jaar, die wordt vermeld in een anekdote van Aulus Gellius.[3]